# Вуковићи (Добретићи)
Вуковићи је насељено место у Босни и Херцеговини у општини Добретићи. Административно припада Федерацији Босне и Херцеговине, односно њеном Средњобосанском кантону. Према попису становништва из 2013. у насељу је било 96 становника, а већинску популацију у насељу чинили су Хрвати.
До 1992. село се налазило у саставу некадашње општине Скендер Вакуф чији највећи део је ушао у састав Републике Српске где је организован као општина Кнежево.

## Становништво
По последњем службеном попису становништва из 2013. године у насељу Вуковићи живело је 96 становника, а село је било етнички хомогено са већинском хрватском популацијом.
| Националност | 2013. | 1991.        | 1981.        | 1971.        |
| Хрвати       | —     | 400 (98,77%) | 481 (99,79%) | 385 (99,48%) |
| Срби         | —     | 1 (0,24%)    | 1 (0,20%)    | 1 (0,25%)    |
| Бошњаци      | —     | 0            | 0            | 0            |
| остали       | —     | 4 (0,98%)    | 0            | 1 (0,25%)    |
| Укупно       | 96    | 405          | 482          | 387          |